# Båtbyggarna
Båtbyggarna (engelska: Boat Builders) är en amerikansk animerad kortfilm med Musse Pigg från 1938.

## Handling
Musse Pigg, Kalle Anka och Långben bygger en båt, som enligt ritningen är "så enkel att ett barn klarar av det". Men under bygget uppstår flera problem, men till slut lyckas de sjösätta båten. Åkturen blir dock kort då hela båten rasar samman och hamnar i vattnet.

## Om filmen
Filmen är den 99:e Musse Pigg-kortfilmen som producerades och den första som lanserades år 1938.

### Svenska visningar
Filmen hade svensk premiär den 7 mars 1938 på biograferna Skandia och Spegeln, båda liggande i Stockholm. Vid tillfället på Skandia visades filmen som förfilm till långfilmen Flygande faran (engelska: Riding on Air) med Joe E. Brown i huvudrollen.
Filmen hade svensk nypremiär den 8 december 1947 på Sture-Teatern i Stockholm med titeln Jan Långben som skeppsredare och ingick i kortfilmsprogrammet Kalle Anka jubilerar tillsammans med Jan Långben som bildrulle, Kalle Ankas pippi från Sydpolen, Plutos flyttkalas, Kalle Anka jagar räv och Scoutchefen Kalle Anka. Den svenska titeln Jan Långben som skeppsredare kom att användas igen när filmen visades som separat kortfilm på den 9 februari året därpå.
Filmen visades från 1974 till 1985 flera gånger på Sjöhistoriska museet med titeln Musse Pigg som båtbyggare.

## Rollista
- Walt Disney – Musse Pigg
- Clarence Nash – Kalle Anka
- Pinto Colvig – Långben
- Marcellite Garner – Mimmi Pigg[3]